# Gesetz zur Änderung des Zweiten Buches Sozialgesetzbuch und anderer Gesetze
Das Gesetz zur Änderung des Zweiten Buches Sozialgesetzbuch und anderer Gesetze ist ein Änderungsgesetz, das erstmals größere Teile des SGB II änderte. Es wurde am 24. März 2006 beschlossen und trat größtenteils am 1. April 2006 in Kraft.

## Hintergrund
Ursprünglich war für das Arbeitslosengeld II eine Einstandspflicht von Verwandten untereinander geplant, ähnlich wie in der Sozialhilfe, dies wurde aber auf Druck der Gewerkschaften fallengelassen. Hierdurch ergab sich der unbeabsichtigte Effekt, dass viele volljährige Kinder aus dem Haushalt der Eltern auszogen und dadurch einen Anspruch auf Leistungen erwarben. Dies ließ die Kosten für das Arbeitslosengeld II schnell in die Höhe treiben und brachte große Probleme für die Haushaltsplanung des Bundeshaushalts aufgrund der unerwartet hohen Mehrkosten.

## Änderungen
Diesem Problem sollte begegnet werden, indem die Bedarfsgemeinschaft auch auf volljährige Kinder bis zum 25. Lebensjahr ausgeweitet wird, sodass Eltern im Recht des SGB II auch für ihre volljährigen Kinder aufkommen müssen. Diese erhalten nur noch 80 Prozent der Regelleistung, statt wie zuvor 100 Prozent. Wollen volljährige Kinder bis zum 25. Lebensjahr aus dem Haushalt der Eltern ausziehen, benötigen sie dafür die Genehmigung des Grundsicherungsträgers, die nur in besonderen Fällen erteilt werden soll, etwa wenn ein Verweis auf den Haushalt der Eltern nicht zumutbar ist oder aufgrund einer neu aufgenommenen Arbeitsstelle ein Umzug notwendig ist. Ziehen volljährige Kinder ohne Genehmigung des Grundsicherungsträgers um, erhalten sie weiterhin nur 80 Prozent der Regelleistung und es werden weder Kosten der Unterkunft noch eine Erstausstattung gewährt.
Die oben genannten Änderungen traten zum 1. Juli 2006 in Kraft. Aufgrund einer Übergangsregelung in § 68 SGB II benötigen Kinder, die bereits zum 17. Februar 2006 außerhalb des Haushalts der Eltern lebten, keine Erlaubnis des Grundsicherungsträgers zum Umzug.
Ausländer und deren Familienangehörige erhalten nun keine Leistungen mehr, wenn sich das Aufenthaltsrecht aus dem Zweck der Arbeitssuche ergibt. Hiermit wurde eine EU-Richtlinie umgesetzt, die einen solchen Leistungsausschluss erstmals erlaubte.
Die Regelsätze, die zuvor noch in West- und Ostdeutschland unterschiedlich hoch waren, wurden vereinheitlicht, da sich herausstellte, dass eine solche Differenzierung nicht die tatsächlichen Unterschiede in den Lebenshaltungskosten innerhalb Deutschlands widerspiegelte. Kleinere Änderungen umfassen die Regelung zur Übernahme von Mietschulden, die in das SGB II übernommen wurde und somit den Verweis auf den Sozialhilfeträger überflüssig macht. Ebenso wurde festgelegt, dass eine Mietkaution als Darlehen und nicht als Zuschuss zu erbringen ist. Bei einer Rückforderung kann der Wohngeldanteil der Unterkunftskosten auch dann zurückgefordert werden, wenn eine Änderung in den Verhältnissen verspätet gemeldet wurde oder die Bewilligung nur teilweise aufgehoben wurde.
Im Rentenrecht wurde zum 1. Januar 2007 die Versicherungspflicht für Leistungsbezieher abgeschafft, wenn diese bereits aus einem anderen Grund versicherungspflichtig sind, etwa durch eine versicherungspflichtige Beschäftigung. Ebenso wurde der Rentenbeitrag von 78 Euro auf 40 Euro gesenkt.